# Ктаторов, Олег Александрович
Олег Александрович Ктаторов (15 июня 1919, Хвалынск — 11 декабря 1974, Москва) — советский организатор производства. Первый заместитель Министра нефтеперерабатывающей и химической промышленности СССР. Лауреат Государственной премии СССР (1970).
Начальник строительства и первый директор Новополоцкого НПЗ, заложил основы будущего города Новополоцк.

## Биография
Родился в г. Хвалынске Саратовской области. В 1941 году окончил Московский государственный институт нефти и газа имени Губкина по специальности «Технология переработки нефти и газа».
В начале Великой Отечественной войны был призван в армию, но вскоре как специалист-нефтепереработчик был отозван из армии в Министерство нефтяной промышленности СССР и командирован на работу в Орск Оренбургской области. Работал на различных должностях на Орском нефтеперерабатывающем заводе им. Чкалова до 1949 года. Бывшие в годы войны 16-летними мальчишками, которых он как главный инженер завода после 12-часового рабочего дня лично обучал работе на технологической установке, по прошествии лет с благодарностью гордились обучением у него.
С 1949 по 1956 год — в должностях начальника производственно-технического отдела и главного инженера Черниковского НПЗ, директора Ново-Уфимского нефтеперерабатывающего завода.
С 1956 года — заместитель начальника Главного управления по переработке нефти и производству искусственного жидкого топлива в центральном аппарате Министерства химической промышленности.
В 1957 году был командирован в КНР для оказания технической помощи по строительству НПЗ. По возвращении получил назначение на должность директора строительства Новоярославского НПЗ.
В 1958 году по направлению ЦК КПСС направлен на строительство Новополоцкого НПЗ, и после запуска завода в 1963 году, стал его первым директором. Под его руководством строился не только завод, но и строительный посёлок, ставший в 1963 году городом Новополоцком.
Одновременно в 1958 году назначен заместителем Министра нефтеперерабатывающей и химической промышленности СССР, с 1965 года — первый зам. министра.
В 1960—1961 годах — кандидат в члены ЦК КПБ, в 1963-67 годах — Депутат Верховного Совета БССР.
Скоропостижно скончался за рабочим столом. Похоронен в Москве на Новодевичьем кладбище (3 участок, 63 ряд).

## Награды
Лауереат Государственной премии СССР в области техники (1970), награждён как бывший директор Новополоцкого НПЗ.
Награждён орденом Ленина, орденом Трудового Красного Знамени, орденом Знак Отличия и медалями.

## Память
Имя Олега Ктаторова носит одна из улиц города Новополоцка (в 1965 году была переименована ул. Нефтяников), в 1993 году на повороте с Молодежной в сторону промзоны установлен посвященный Ктаторову барельеф.